# Petroscirtes variabilis
Petroscirtes variabilis es una especie de pez de la familia Blenniidae en el orden de los Perciformes.

## Morfología
• Los machos pueden llegar alcanzar los 15 cm de longitud total.

## Reproducción
Es ovíparo.

## Hábitat
Es un pez de mar y de clima tropical.

## Distribución geográfica
Se encuentra desde Sri Lanka hasta Fiyi, el sur de Taiwán, las Islas Yaeyama y el sur de la Gran Barrera de Coral.